# Метро 2033: Путевые знаки
«Метро 2033: Путевые знаки» — постапокалиптический роман Владимира Березина, изданный в декабре 2009 года. Первая книга в серии «Вселенная Метро 2033», повествующей о жизни некоторых регионов Земли после ядерной войны и вдохновлённой романами Дмитрия Глуховского «Метро 2033» и «Метро 2034».

## Сюжет

### Москва
Действие романа начинается в Московском метрополитене. Главный герой — молодой человек по имени Александр, уроженец довоенного Санкт-Петербурга, действие разворачивается от его лица. Он помнит своё детство, как отец, бывший лётчиком, учил его летать на учебной авиации. Александр мечтает найти своего отца, с которым они разлучились ещё до ядерной войны и который остался в Питере.
Однажды на станцию метро Сокол прибывает дрезина с нежданными гостями. Позже их командир, которого Александр называет про себя Математиком, ищет замену одному из своих подчинённых — пилоту, которого по случайности расстрелял охранник Сокола. Ясно, что они собираются куда-то лететь. Александр вызывается и вместе со своим товарищем Владимиром Павловичем присоединяется к Математику и его подручному Мирзо. Команда пробирается к месту стоянки самолёта, его удаётся подготовить к полёту. Александр и Владимир Павлович узнают о том, что команда собирается лететь в Санкт-Петербург, и Александр радуется: ему представляется шанс найти своего отца. Хотя Александр летал на самолёте давно, мало и с посторонней помощью, ему удаётся взлететь и довести экипаж до Петербурга в целости и сохранности. Во время посадки на Арсенальную набережную самолёт ломается.

### Питер
Команда ищет вход на станцию метро, коей оказывается Площадь Ленина. Их принимают и говорят, что последний москвич был на этой станции пятнадцать лет назад, но в Петербург москвичи наносят визиты нередко. На станции Александр и Владимир Павлович живут три дня, за это время им рассказывают о мутантах и об устройстве Питерского метро. Затем в полном составе герои направляются в сторону Выборгской, где переходят на недостроенную Охтинско-Петроградскую линию и идут в сторону Горьковской. В туннеле они натыкаются на завал, и им остаётся идти только по дренажной трубе. Неожиданно трубу начинает затоплять, и они находят колодец. По нему они вылезают на поверхность.
По поверхности путники добираются до Горьковской, которая оказывается затопленной. Там они встречают питерца Семецкого, который присоединяется к ним. Семецкий указывает Математику путь к Ботаническому саду. Команда входит на Петроградскую и вместе со смотрителем Ботанического сада идёт к Царице ночи — мутировавшему кактусу, победившему в состоявшейся недавно войне трав; этому кактусу теперь поклоняются жители Петроградской. Математик спрашивает смотрителя о женщине по фамилии Сухова и о её дочери. Оказывается, что Сухова умерла, а дочь увели грибники — питерская группировка наркоманов. Математик решает найти дочь Суховой. Путники приходят к Царице ночи, и она осыпает Александра пыльцой, на что смотритель реагирует с благоговением. Команда вместе с Семецким отправляется по поверхности в сторону Горьковской, где в убежищах живут грибники. В пути команда встречается с шарами-мутантами, которые могут принимать любую форму и которые питаются животными белками. От одного из этих шаров, принявшего вид повара, они спасаются лишь по случайности. Укрывшись внутри памятника и переночевав там, путники направляются к станции Адмиралтейская, через неё входят в метро и добираются до Технологического института, где Математик и Мирзо отпускают Александра и Владимира Павловича «на вольные хлеба».
У Александра появляется возможность расспросить питерцев о своём отце — о человеке, которого знают здесь под прозвищем Лётчик, и который оказывается атаманом «летунов» — одной из бандитских банд. Через цыган, а затем с помощью человека по имени Убийца Кроликов Александр попадает на станцию Балтийскую, находящуюся под властью бывших сотрудников МВД. Оказывается, что Лётчик со своим отрядом находится в блокаде в одном из тупиковых туннелей бойцами Кировской бригады — врагами летунов. Несколько дней Александр живёт у «нарвцев», пока кировские не решаются на наступление. В битве Александр дерётся за летунов. Последние побеждают, но Александр, увидевший Лётчика, понимает, что это не его отец. Летуны отпускают Александра, и он, вопреки своим ожиданиям, вновь встречается с Владимиром Павловичем, Математиком и Мирзо.
Команда некоторое время гостит на Технологическом институте. Оказывается, что Математик ещё не нашёл девушку, которую искал, но уже продвинулся в поисках. Путники двинулись на Василеостровскую (когда к ним присоединился Семецкий) и там вышли на поверхность. Они поднялись в одну из квартир и затаились. В квартиру пришли незнакомые люди, и среди них оказалась девушка Лена, искомая Математиком. Отстрелявшись от её спутников, девушку поймали и обрили ей голову, на которой оказалась татуировка в виде карты.
Математик, Мирзо, Александр и Владимир Павлович, взяв с собой девушку, двигаются в метро, но другим путём. Погостив у китайца, путники наблюдают затопление города. Их преследуют чайки-мутанты, успевая схватить Семецкого. Однако остальные путники успевают вернуться на Технологический институт. Математик отдал девушку некоему старику взамен на небольшой чемоданчик и сообщил команде, что готов возвращаться в Москву, но как это сделать, не имеет представления. Владимир Павлович сказал, что знает, как вернуться в Москву. Преодолевая прибывающую воду, команда отправляется по поверхности к Варшавскому вокзалу. Тут они встречают легендарного мутанта Кондуктора, и его жертвой становится Мирзо. Втроём оставшиеся путники добираются до Варшавского вокзала, где активируют сохранившийся в музее тепловоз с БЖРК «Скальпель», предназначенный для ведения военных действий. На этом поезде они и отправляются в Москву.

### Путь в Москву
По пути они встречают группу буддистов, совершающих исход из города. Владимир Павлович решает взять их с собой. Остановившись в городе Чудово, путники встречают Одноглазого — одинокого жителя посёлка. Все путники, кроме Математика, едут к нему в гости на мотоциклах. Одноглазый оказывается каннибалом, и двоим главным героям, потеряв при этом всех отправившихся с ними буддистов, с трудом удаётся сбежать из плена Одноглазого.
Вернувшись в поезд, команда продолжает путь. Они минуют Веребьинское спрямление — аномальное место, в котором Математик и Владимир Павлович теряют сознание, и Александру приходится самому вести поезд. После проезда опасного участка они приходят в себя и продолжают путь. В следующие дни происходят снегопады, и в результате из-за снежных заносов дальнейший путь становится невозможным. Тепловоз останавливается в Тверской области. Математик, сильно сдавший за последнее время, заболевает окончательно.
Путникам по воле случая встречаются мирно настроенные местные жители — эльфы-толкинисты. Главные герои втроём гостят у эльфов на протяжении зимы. Этот отрезок времени наиболее понравился Александру: он влюбляется в местную жительницу Ларису. Однако, в то же время он понимает, что не может здесь оставаться и должен возвращаться в своё метро. Математик постепенно выздоравливает. И, когда главные герои собираются уходить, Математик погибает, упав и ударившись затылком об угол доски.
Александр и Владимир Павлович добираются до тепловоза и продолжают путь на нём. У станции Поварово они наблюдают траншею с каким-то разноцветным содержимым и розовым паром. Путники решают ехать по другому пути, но из-за автоматического переключения стрелки не могут этого сделать. Владимир Павлович, выйдя из локомотива, обесточивает стрелку. Поезд проезжает, но Владимир Павлович не успевает вернуться, и его поглощает розовый туман, вытекающий из траншеи.
Через некоторое время Александр узнаёт, что всё это время — с самого начала зимы — в поезде жили трое буддистов-детей, питаясь запасами продовольствия. Александр заставляет буддистов помыться, затем видит свежий колёсный след, и вместе они отправляются на разведку в заселённый совхоз «Солнечный». Там, так и не встретив людей, путники устраиваются на ночлег. Пока Александр спит, буддисты ловят хозяйского барана, не понимая, чем это грозит. Александр вместе с буддистами убегает, за ними следует погоня жителей совхоза; двоих буддистов расстреливают из пулемёта, одного смертельно ранят. Вернувшись к поезду, Александр хоронит раненого мальчика и продолжает путь, пока, в конечном счёте, рельсы, по которым можно держать путь, не заканчиваются. Часть оставшегося пути Александр идёт пешком, часть — преодолевает на найденном велосипеде, и заключительную часть — на мотовозе. Он успешно достигает Москвы. Оставив свои вещественные доказательства путешествия в тайнике, он входит в метро через бомбоубежище.

### Прибытие
Встретившись с жителями своего метро, Александр понимает, что его — облысевшего от пыльцы Царицы ночи, похудевшего и загоревшего — никто из старых знакомых не узнаёт, и вообще считают его пришельцем с поверхности. В число таких людей попадает и его бывшая любимая Катя. Александр вновь оказывается в обществе свинарей. При том, что и раньше Александр и свинари не очень жаловали друг друга, теперь отношения накаляются окончательно. Свинари начинают драку с Александром, но их разнимает охрана.
Александр встречается с Катей, и она узнаёт его. Оказывается, у Кати появился ребёнок. Александр говорит ей о своих планах и желании — чтобы человечество выбралось из метро на поверхность. Далее к Александру приходит человек, который оказывается отцом главного героя.

## Критика
Илья Суханов в своей рецензии для журнала «Мир фантастики» охарактеризовал книгу как «рафинированный интеллектуальный стёб». В качестве сильной стороны романа рецензент отметил стилевую составляющую произведения — в частности, тот факт, что роман наполнен множеством скрытых цитат, намёков и аллюзий на произведения других авторов, в результате чего «чтение превращается в увлекательную игру по отгадыванию первоисточников, в которых Оруэлл соседствует с „Одиссеей“, Шолохов с Толкином, а Джек Лондон — с непотопляемым Семецким». В связи с этим, стиль романа получил оценку 10 из 10. В качестве недостатка Илья Суханов отметил слабую проработку сюжетного действия в Петербурге. По параметрам «сюжет», «мир», «персонажи» и «качество издания» книга была оценена на 7 баллов из 10, результирующая оценка — 8 из 10.
Читатели, в основном, восприняли роман крайне отрицательно: они выражали несоответствие стиля книги стилю оригинального романа Глуховского, чересчур малую атмосферность произведения, большое количество смысловых ошибок.